# Rafael Serrano
Rafael Serrano Fernández (Tomelloso, 15 juli 1987) is een voormalig Spaans wielrenner. Hij was professional van 2007 tot 2011. 

## Erelijst
2007
- Spaans kampioen individuele tijdrit op de weg (beloften)

2009
- Sprintklassement Ronde van Burgos

2010
- 4e etappe Ronde van Azerbeidzjan
- 1e etappe Tour de Beauce